# NOB C 2/2 (Schwartzkopff)
Die Schweizerische Nordostbahn (NOB) beschaffte sich 1870 von der Maschinenfabrik Schwartzkopff in Berlin sechs Schlepptenderlokomotiven des Typs C 2/2.

## Hintergründe
Infolge der Ausdehnung des Netzes wuchs der Bedarf an Lokomotiven im Personenzugsdienst, deshalb beschaffte die NOB zwischen 1870 und 1876 insgesamt 49 Dampflokomotiven der Bauart C 2/2, diese wurden von drei Maschinenfabriken geliefert. Da die NOB daneben noch eine grosse Anzahl an zweiachsigen Tenderlokomotiven besass, hatte sie in Europa die meisten Streckenlokomotiven der Achsfolge B beschafft. Diese Achsfolge war beispielsweise in Frankreich für schnell fahrende Lokomotiven nach einem Unfall auf der Versaillebahn verboten worden, da ein Achsbruch zu einem schweren Unfall führte. Allgemein ist diese Bauart als Schienenfresser verschrien.

## Technisches
Die kupferne Feuerbüchse war nach Bauart Maey ausgeführt. Das aus einem Stück bestehende senkrecht gewellte, 13 mm starke Kupferblech war halbkreisförmig gebogen, und besass keinen Deckenanker. Die Stehbolzen befanden sich in den Wellentälern der senkrechten Seitenwand. Für Notfälle waren acht abhebbare, nicht verspannte Anker vorhanden. Die Scheibenfeuertür war zweiteilig ausgeführt. Der Kessel besass keinen Dampfdom, sondern ein Sammelrohr. Der Drehschieberregulator mit den Einströmrohren war in die Rauchkammer eingebaut und wurde mit einem Betätigungshebel an der Kesselrückwand bedient. Auf dem Mannslochdeckel waren zwei Ramsbottom-Sicherheitsventile montiert.
Der Innenrahmen war 15 mm stark. Die vordere Achse stützte sich auf zwei über dem Rahmen liegenden Federn. Die hintere Achse auf eine umgekehrte Querfeder, deren Mitte in einem Querrahmen gelagert war, während die Enden sich über Stützen auf den Achlagern abstützte.
Zwischen dem Rahmen war ein Hilfswasserbehälter von 1,6 m³ Inhalt angeordnet.
Das aussenliegende Triebwerk wirkt auf die hintere Achse. Die Lokomotiven besassen eine einfache aussenliegende Steuerung nach Allen mit Exzenterkurbel und Taschenkulisse.
Die Kolbenstangen waren anfänglich noch nicht nach vorne durchgeführt, dies wurde aber später nachgeholt, und die nach vorne durchgeführten Kolbenstangen mit einer Schutzhülse verkleidet.
Sie wurden mit einem zweiachsigen Schlepptender mit langem Achsstand gekuppelt. Dieser besass eine Aussenrahmen.
Die Maschinen besassen nur eine Spindelhandbremse, die auf die Tenderachsen wirkte und auf der Heizerseite zu bedienen war. Sie erhielten nie eine Dampfheizung eingebaut.
| NOB bis 1879 | NOB 1879–1895 | Fabrik Nummer | Baujahr | Hersteller    | Ausrangiert |
| ------------ | ------------- | ------------- | ------- | ------------- | ----------- |
| 60           | 1             | 166           | 1870    | Schwartzkopff | 1889        |
| 61           | 2             | 167           | 1870    | Schwartzkopff | 1890        |
| 62           | 3             | 168           | 1870    | Schwartzkopff | 1888        |
| 63           | 4             | 169           | 1870    | Schwartzkopff | 1890        |
| 64           | 5             | 170           | 1870    | Schwartzkopff | 1886        |
| 65           | 6             | 171           | 1870    | Schwartzkopff | 1890        |

## Betriebliches
Infolge der frühen Ausrangierung keine Besonderheiten bekannt.